# Lithobius icis
Lithobius icis är en mångfotingart som beskrevs av Zalesskaja 1978. Lithobius icis ingår i släktet Lithobius och familjen stenkrypare.
Artens utbredningsområde är Turkmenistan. Inga underarter finns listade i Catalogue of Life.